# Giuliana De Donno
Giuliana De Donno (Matera, 30 luglio 1963) è un'arpista italiana.

## Biografia
Dopo aver frequentato il Conservatorio Egidio Romualdo Duni di Matera, si è diplomata in arpa classica presso il Conservatorio Santa Cecilia di Roma. Si è poi specializzata in arpe popolari quali l'arpa celtica, l'arpa paraguaiana e l'arpa viggianese. Ha all'attivo numerosi concerti da solista e in formazioni orchestrali, collaborando con diverse orchestre da camera e sinfoniche e partecipando a festival e manifestazioni di carattere nazionale e internazionale.
Ha partecipato con il gruppo musicale Paideja a Sanremo Giovani 1993 e alla Sezione Nuove proposte del Festival di Sanremo 1994. In campo cinematografico ha interpretato il ruolo di un'attrice-arpista nel film La cena del 1998 diretto da Ettore Scola, e ha lavorato come esecutrice di colonne sonore con Luis Bacalov, Manuel De Sica, Nicola Piovani.
Nel 2005 e 2006 ha suonato con l'orchestra popolare del festival Notte della Taranta di Melpignano. Nel 2007 è stato pubblicato per la casa discografica Twilight Music il suo cd Harp to Harps, che rappresenta la sintesi del suo percorso musicale. Ha partecipato come ospite al Festival di Sanremo 2008 interpretando il brano Cammina cammina insieme ad Amedeo Minghi. Nel 2008 ha fondato e avviato la prima scuola in Italia di arpa popolare italiana con sede a Viggiano.
Una sua interpretazione della ballata irlandese Morrison’s Jig è stata scelta come colonna sonora per lo spot Basilicata autentica della regione Basilicata che ha come testimonial il regista Francis Ford Coppola. Nell'ottobre 2014, in qualità di rappresentante degli artisti, è stata componente di delegazione del Comitato di Matera 2019 città candidata a Capitale europea della cultura presso il MiBACT, e nel 2015 ha tenuto un concerto durante la serata di gala nella sede dell’Istituto Italiano di Cultura a Bruxelles, in occasione della ratifica di Matera capitale europea della cultura 2019.